# Brahmaea wallichii
Brahmaea wallichii – gatunek motyla z rodziny Brahmaeidae, pochodzący z Azji Południowo-Wschodniej. Czułki tej ćmy przypominają kształtem liść paproci.